# Otó d'Àustria
Otó d'Àustria (Graz, 21 d'abril de 1865 - Viena, 1906) fou Arxiduc d'Àustria i príncep de Bohèmia i Hongria amb el doble tractament d'altesa reial i imperial.
Nascut a la ciutat de Graz, capital històrica del ducat d'Estíria, sent fill de l'arxiduc Carles Lluís d'Àustria i de la princesa Maria de l'Anunciació de Borbó-Dues Sicílies. Net per via paterna de l'arxiduc Francesc Carles d'Àustria i de la princesa Sofia de Baviera i per línia materna del rei Ferran II de les Dues Sicílies i de l'arxiduquessa Maria Teresa d'Àustria.
El dia 2 d'octubre de l'any 1886 contragué matrimoni amb la princesa Maria Josepa de Saxònia a Dresden. Maria Josepa era filla del rei Jordi I de Saxònia i de la infanta Maria Anna de Portugal. La parella instal·lada a la cort de Viena tingué tres fills:
- SM l'emperador Carles I d'Àustria, nat a Persenbeurg (Alta Àustria) el 1887 i mort a Funchal el 1922. Contragué matrimoni amb la princesa Zita de Borbó-Parma.
- SAIR l'arxiduc Maximilià Eugeni d'Àustria, nat a Viena el 1895 i mort a Niça el 1952. Contragué matrimoni al Palau de Laxenburg el 1917 amb la princesa Francesca de Hohenlohe-Waldenburg-Schillingsfürst.

Otó morí l'any 1906 a Viena després d'ocasionar nombrosos escàndols a la rígida Cort de Viena. Fou àmpliament coneguda la seva relació amorosa amb Marie Schleinzer de qui tingué dos fills:
- Alfred Joseph von Hortenau, nat a Viena el 1892.
- Hildegard von Hortenau, nada a Viena el 1894.